# Possartstraße
Die Possartstraße ist eine Innerortsstraße im Stadtteil Bogenhausen von München.

## Verlauf
Die Straße ist eine der im Südteil mit Mietshäusern und im Nordteil mit anspruchsvollen Villen bebauten Hauptachsen des um das Jahr 1900 angelegten „vornehmen“ östlich des Dorfkerns von Altbogenhausen gelegenen Teils von München-Bogenhausen, das heute den namensgebenden Bestandteil des 13. Stadtbezirks bildet. Sie führt schräg gegenüber dem Prinzregententheater vom Prinzregentenplatz nach Norden, kreuzt u. a. die Holbeinstraße, verläuft westlich am Shakespeareplatz vorbei und geht am Galileiplatz in die Scheinerstraße über, die weiter bis zum Herkomerplatz verläuft. Durch die Straße verkehrt die Buslinie 54 (früher O 22 von Schwabing durch den Englischen Garten und über den Herkomerplatz zum Ostbahnhof) der Münchner Verkehrsgesellschaft mbH (MVG). An der Possartstraße liegen eine HNO-Klinik, HNO-Klinik Dr. Gaertner (Nr. 27–31) und eine Synagoge (Nr. 15).

## Bezeichnung
Die Straße trägt ihre Bezeichnung nach dem Schauspieler und Intendanten der Bayerischen Staatsoper Ernst von Possart (1841–1921). Die Benennung der Straße geht auf das Jahr 1902 zurück.

## Baudenkmäler in der Possartstraße
- Nr. 2 sehr reich gegliedertes und stuckiertes Mietshaus im Neo-Louis-XVI-Stil, erbaut 1901 mit Vorgartengitterzaun im Jugendstil.
- Nr. 4 Mietshaus, Jugendstil, mit Bodenerker und Vorgartenzaun, 1909/10 von Franz Popp.
- Nr. 6 stattliches reich gegliedertes malerisches Jugendstil-Mietshaus, mit zum Teil figürlichem Stuckdekor und Vorgartenzaun, 1909/10 von Franz Popp.
- Nr. 9 Eckhaus im späten Jugendstil, 1911 nach Entwurf des Besitzers Architekt A. Buchinger (bildet eine bauliche Einheit mit Kopernikusstraße 10).
- Nr. 12/14 symmetrische Mietshausgruppe im klassizistischen Jugendstil, 1911/12 von Heinrich Stengel und Paul Hofer.
- Nr. 13 neuklassizistische Villa, 1912 von Heilmann & Littmann.
- Nr. 16 neuklassizistische, reich gegliederte Villa in Ecklage zum Shakespeareplatz, mit hölzernem Gartenhäuschen.
- Nr. 18 Stury-Villa, 1912 von Paul Böhmer, mit zwei Gartenpavillons[2].
- Nr. 21 historisierende Villa, um 1910.
- Nr. 22 neuklassizistische Villa, um 1910.
- Nr. 23 historisierende Villa, 1921 von Gustav Ludwig.
- Nr. 24 Mansarddachvilla in Ecklage am Galileiplatz, neubarock, um 1910, ehemaliges Wohnhaus des Malers Heinrich von Zügel.
- Nr. 27 historisierende Villa, um 1910, bildet Gruppe mit Cuvillésstraße 31.
- Nr. 29 Klinik Dr. Gaertner, neuklassizistisch, mit Stuckdekor, 1912, Gebrüder Ludwig.
- Nr. 31 barockisierende Villa mit Stuckdekor, um 1910.
- Nr. 33 barockisierende Villa, 1911 von Theodor Veil, mit kugelbesetztem Gartenzaun.
- Nr. 35 Haus im Sternenwinkel, stattliche neuklassizistische Villa, um 1910.
- Nr. 37 Atelierwohnhaus Jenny von Bary-Doussin, in Ecklage am Galileiplatz, 1914 von Paul Böhmer[3].

Alle angeführten Gebäude sind in die Denkmalliste eingetragen.
- siehe auch: Liste der Baudenkmäler in Bogenhausen mit Abbildungen der Gebäude

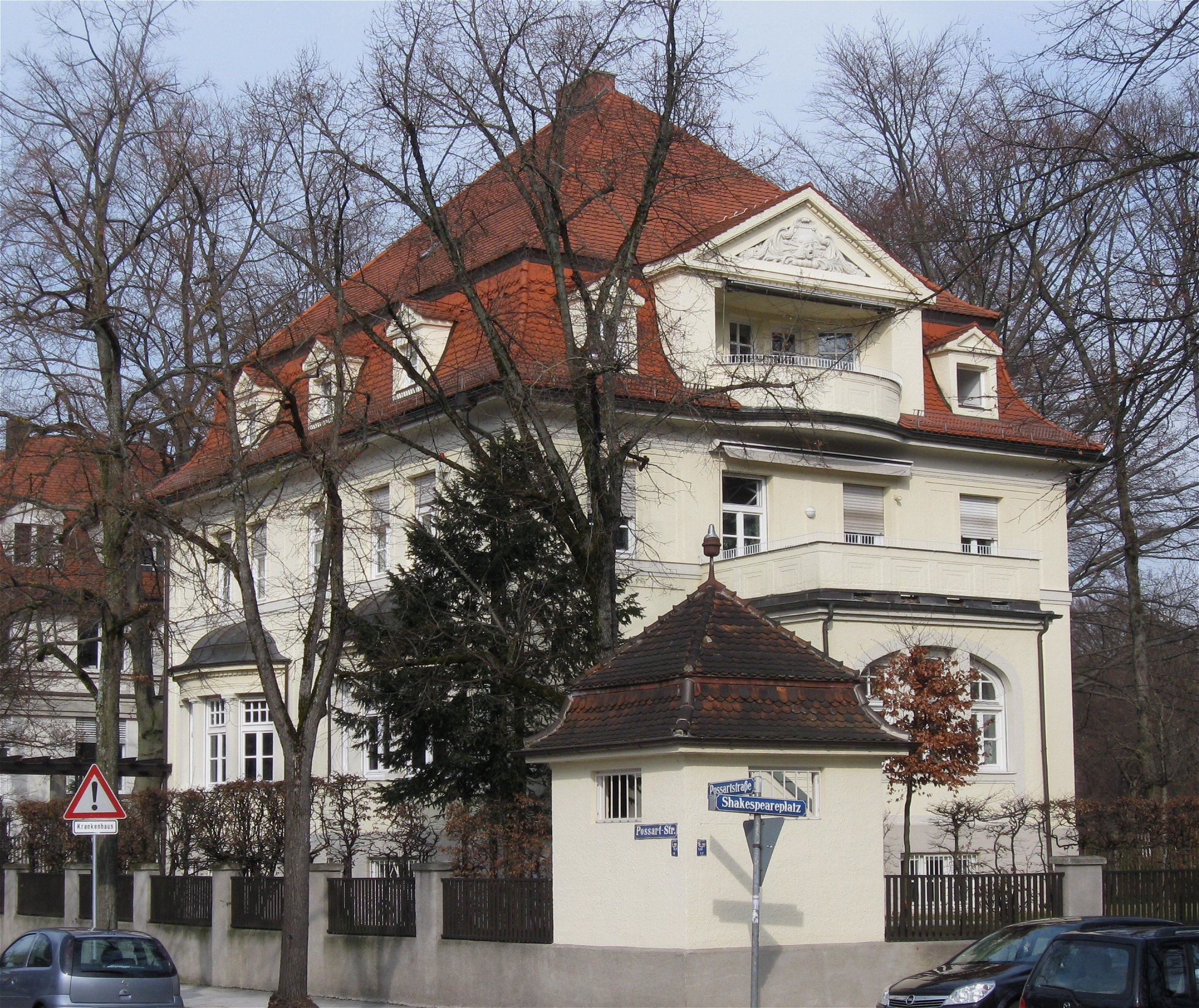
Haus Nr. 18